# Øreflip
Øreflippen er den bløde, nedre del af øret. Øreflippen findes på mennesker, men også på visse abearter.
Øreflippen består hovedsageligt af fedt og bindevæv. Øreflippen indeholder masser af blod, og er derved med til at varme øret. Bortset fra dette har øreflippen ikke nogen funktion i sig selv, selv om der er mange nerver, der ender i øreflippen.
Gennemsnitsstørrelsen på menneskers øreflip er ca. 2 cm, men kan variere efter alder.
Mennesker kan have både frie eller fastgroede øreflipper. Øreflipper der er fastgroede eller frie, er et klassisk eksempel på dominant og recessiv arv. Frie øreflipper er dominante og fastgroede øreflipper er recessive. Derfor vil en person som har et gen for fastgroede øreflipper og et for frie øreflipper, have frie øreflipper.

## Piercinger
Øreflippen er for mange et svært følsomt område, dog er den populært benyttet for piercinger, enten i form af traditionelle øreringe eller mere eksperimenterende piercinger.

## Galleri
- Her kan vi (til venstre) se den frie øreflip, og (til højre) den fastgroede øreflip.
- En piercing i øreflippen

 Der er for få eller ingen kildehenvisninger i denne artikel, hvilket er et problem. Du kan hjælpe ved at angive troværdige kilder til de påstande, som fremføres i artiklen.